# Tetrizqaro

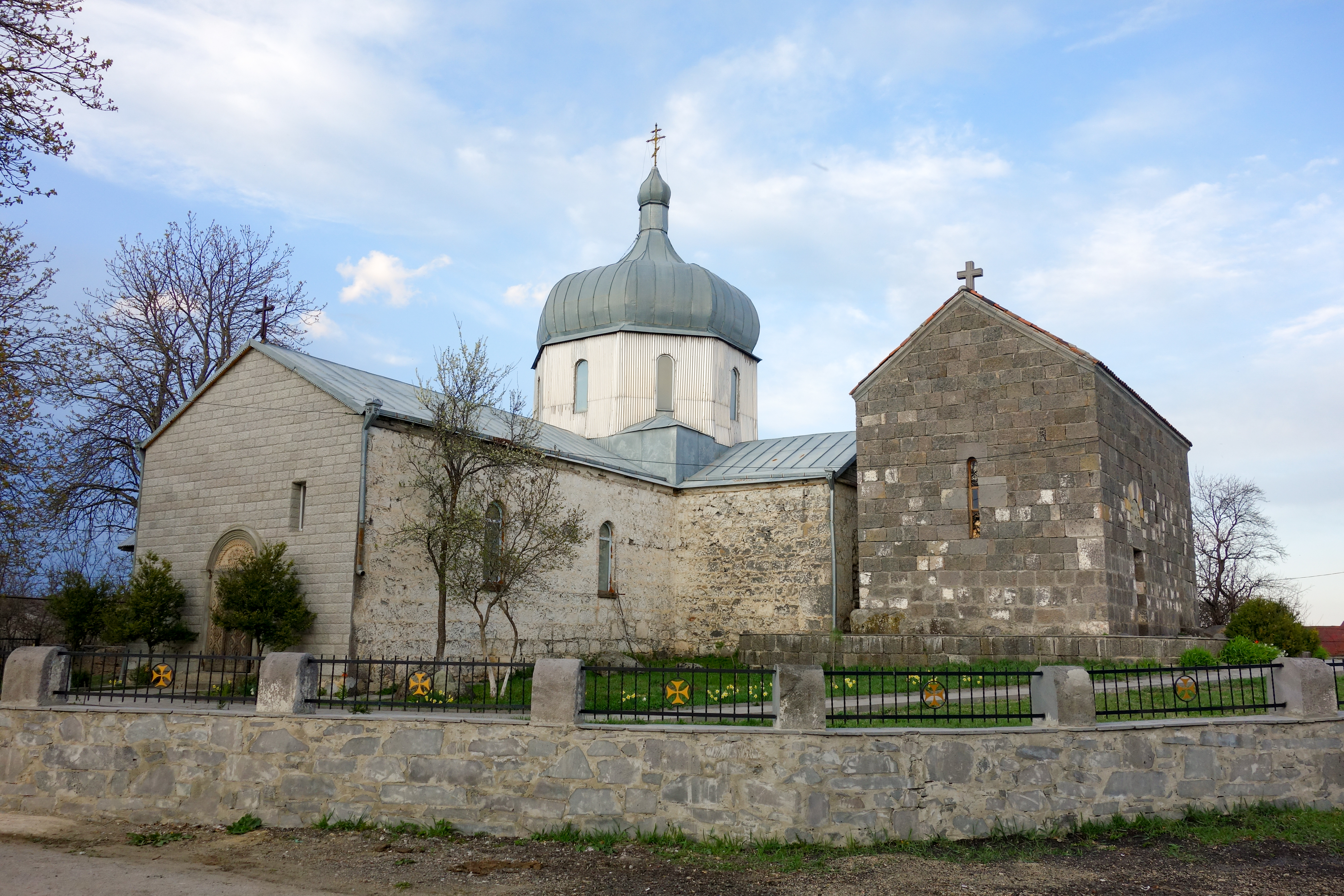
Nikolaikirche in Tetrizqaro

Tetrizqaro (georgisch თეთრიწყარო, teilweise auch Tetri Zqaro; bis 1991 russisch Тетри-Цкаро Tetri-Zkaro) ist eine Kleinstadt in Georgien. Sie ist Verwaltungssitz der Munizipalität Tetrizqaro, bis 2006 Rajon.
Der Ortsname bedeutet „Weiße Quelle“. In der Zeit der Zugehörigkeit zum Russischen Reich und danach bis in die zweite Hälfte des 20. Jahrhunderts war die Stadt mehrheitlich von Russen und Armeniern bewohnt. Der traditionelle russische Name der Stadt war Bely Kljutsch, was gleichbedeutend zum georgischen Namen ist. Von den 1920er-Jahren bis 1940 (ab 1930 für den Rajon) war  aufgrund der damaligen Bevölkerungsmehrheit in der Region – des unmittelbar südlich anschließenden Bortschali – der turksprachige, ebenfalls gleichbedeutende Name Agbulach (im modernen Aserbaidschanisch Ağbulaq) offiziell. Im Laufe des 20. Jahrhunderts veränderte sich die ethnische Zusammensetzung der Stadt und des Gebietes massiv, sodass Tetrizqaro heute eine ethnisch vorwiegend georgische Stadt ist; auch in der Munizipalität stieg der georgische Anteil seit 1939 von rund 35 % auf heute etwa 75 %.
Bei Tetrizqaro liegt das Dorf Assureti, gegründet und ehemals von Kaukasiendeutschen bewohnt unter dem Namen Elisabethtal (oder Elisabeththal).

## Söhne und Töchter der Stadt
- Emanuel von Tiesenhausen (1881–1940), russisch-sowjetischer Polarforscher und Forstwissenschaftler